# Crossfire X
CrossFire X foi um jogo eletrônico de tiro em primeira pessoa desenvolvido e publicado pela Smilegate em conjunto com a Remedy Entertainment. 
Foi lançado em 10 de fevereiro de 2022 para Xbox One e Xbox Series X/S e teve seu desenvolvimento encerrado em 18 de maio de 2023, quando todos os servidores do jogo foram desativados.

## Desenvolvimento
Anunciado na E3 2019, Crossfire X é o primeiro jogo da série Crossfire a chegar em um console. Por conta de uma parceria com a Microsoft, o jogo foi lançado primeiramente para Xbox One e Xbox Series X/S em 10 de fevereiro de 2022.
O jogo conta com uma campanha cinematográfica para um jogador, desenvolvida pela Remedy Entertainment na Nortlight Engine, enquanto que o modo multijogador foi feito pela produtora original e criadora de Crossfire, a Smilegate.

## Lançamento
Crossfire X foi lançado em 10 de fevereiro de 2022 para Xbox One e Xbox Series X/S.